# Três irmãos
Três irmãos (traduzione letterale: Tre fratelli) è un film del 1994 diretto da Teresa Villaverde.

## Riconoscimenti
- 1994 - Mostra internazionale d'arte cinematografica
  - Miglior interpretazione femminile (Maria de Medeiros)